# Metro Pictures
Metro Pictures Corporation was een Amerikaanse filmproductiemaatschappij die begin 1915 werd opgericht in Jacksonville (Florida). Het was een voorloper van Metro-Goldwyn-Mayer. Het bedrijf produceerde zijn films in New York, Los Angeles en soms in gehuurde faciliteiten in Fort Lee (New Jersey).

## Geschiedenis
Metro Pictures werd in februari 1915 opgericht als een filmdistributiebedrijf met Richard A. Rowland aan het hoofd, George A. Grombacher als vice-president en Louis B. Mayer als secretaris. Rowland was een investeerder in Alco Films, een distributiebedrijf voor een coalitie van filmproductiebedrijven. Mayer overtuigde Rowland om Metro op te richten als vervanging van Alco om te voorkomen dat het zou worden overgenomen door Paramount, Mutual Film of Universal. Productiebedrijven die met Metro samenwerkten waren onder andere Rolfe Photoplays, Popular Plays and Players, Columbia (1915-1917), Quality Picture Corporation en Dyreda. Mayer vertrok in 1918 om zijn eigen productiebedrijf op te richten.
De eerste film die Metro uitbracht op 29 maart 1915 was Satan Sanderson, een film geproduceerd door Rolfe Photoplays die oorspronkelijk gedistribueerd zou worden door Alco Film Company. De eerste eigen productie van Metro was de western Sealed Valley, uitgebracht op 2 augustus 1915.
In 1919 vestigde Metro een Hollywood-studio op Lillian Way en Eleanor Street terwijl het een enorme studio bouwde op Romaine Street en Cahuenga Boulevard, ter grootte van vier stadsblokken, die in 1920 werd geopend.
In 1920 werd het bedrijf verkocht aan Marcus Loew, die een leverancier van films nodig had voor zijn bioscoopketen. Loew was echter niet tevreden met de kwaliteit en kwantiteit van Metro's aanbod. In 1924 fuseerde Loew het bedrijf met het worstelende Goldwyn Pictures en kort daarna met Louis B. Mayer Pictures. De nieuwe entiteit kreeg de naam Metro-Goldwyn-Mayer, met Mayer aan het hoofd.

## Filmsterren
De grootste sterren van Metro tijdens de Eerste Wereldoorlog waren de romantische schermkoppels Francis X. Bushman en Beverly Bayne en Harold Lockwood en May Allison. Andere belangrijke sterren waren actrices Mae Murray en Viola Dana en uit de toneelwereld Lionel en Ethel Barrymore, Emmy Wehlen en Emily Stevens. Toen Metro in 1924 fuseerde tot MGM was de sterrenlijst van Metro uitgebreid met Lillian Gish, Buster Keaton, Jackie Coogan, Marion Davies, Ramon Novarro, Wallace Beery en Lewis Stone.

## Films
In 1965 vernietigde een brand in een opslagfaciliteit van MGM de originele negatieven en afdrukken van elke Metro- en Louis B. Mayer-film geproduceerd vóór 1924. Meer dan de helft van MGM's speelfilms van vóór 1930 zijn volledig verloren gegaan. Op 25 maart 1986 kochten Ted Turner en zijn Turner Broadcasting System de MGM-films van vóór mei 1986 (inclusief Metro Pictures-films) van Kirk Kerkorian voor 600 miljoen dollar.